# كومو (كارولاينا الشمالية)
كومو (بالإنجليزية: Como, North Carolina)‏ هي بلدة أمريكية تقع في الولايات المتحدة في مقاطعة هرتفورد، كارولاينا الشمالية. يقدر عدد سكانها بـ 91 نسمة ومساحتها 8.7 كم2 ووترتفع عن سطح البحر 23 متر.